# Mary Arden, Lady Arden of Heswall

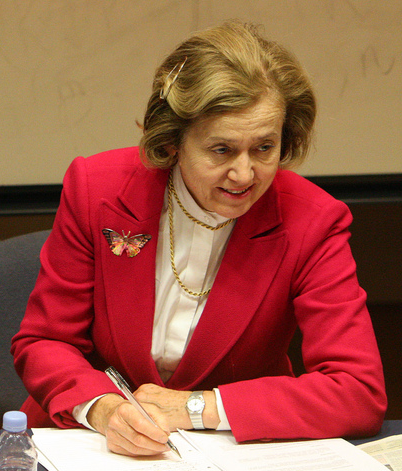
Mary Arden, Lady Arden of Heswall, 2010

Mary Howarth Arden, Baroness Mance, DBE, QC (* 23. Januar 1947, beruflicher Titel Lady Arden of Heswall) ist eine englische Richterin am Obersten Gerichtshof des Vereinigten Königreichs.

## Familie und Ausbildung
Mary Arden wurde in Liverpool als Tochter von Eric Cuthbert Arden of Heswall und Mary Margaret (geb. Smith) geboren. Ihr Vater war Solicitor, hatte aber auch als Lieutenant-Colonel bei der Royal Garrison Artillery gedient. Ihr Großvater war Partner in der Anwaltsfirma Gamon Arden and Co. in Liverpool, der auch ihr Vater und ihr Bruder Roger beitraten. Das Familienunternehmen schloss sich 2007 mit Hill Dickinson zusammen. Mary Arden wuchs im südlichen Liverpool auf und besuchte das Huyton College. Sie studierte Jura, jeweils mit einem Abschluss als LLM, am Girton College, Cambridge, sowie 1970 an der Harvard Law School als Kennedy-Stipendiatin.

## Karriere
Sie erhielt 1971 ihre Anwaltszulassung am Gray’s Inn, 1973 trat sie dem Lincoln’s Inn bei. Von 1971 bis 1993 war sie bei Erskine Chambers tätig, hauptsächlich im Gesellschaftsrecht. 1968 wurde sie Kronanwältin und amtierte als Generalstaatsanwältin des Herzogtums Lancaster. Sie erhielt Ehrentitel als Fellow von der Royal Holloway, University of London und der Liverpool John Moores University.
Am 30. April 1993 wurde sie an den High Court berufen, damit wurde sie die erste Frau in dieser Position, die der Chancery Division zugewiesen wurde. Wie üblich, wurde sie zugleich zur Dame Commander of the Order of the British Empire (DBE) ernannt. Ihr Mann, Jonathan Mance, wurde im Oktober 1993 Mitglied der Queen’s Bench Division, wodurch die beiden zum ersten am High Court amtierenden Ehepaar wurden. Arden war von 1996 bis 1999 Vorsitzende der Law Commission.
1999 wurde ihr Mann Richter am Court of Appeal. Am 2. Oktober 2000, wurde sie auch an den Court of Appeal berufen. Somit sind die beiden auch das erste Ehepaar, dass gemeinsam am Court of Appeal tätig war.
Neben einer Vielzahl an weiteren Posten ist Mary Arden auch Mitglied des Ständigen Schiedshofs in Den Haag.
Mit ihrer Berufung an den Supreme Court löste sie dort am 1. Oktober 2018 ihren Mann ab.

## Privatleben
1973 heiratete sie Jonathan Mance. Das Paar hat drei Kinder, zwei Töchter und einen Sohn. Durch ihre Heirat hat sie Anspruch auf den Titel Lady Mance, sie verwendet jedoch nur ihren eigenen richterlichen Titel.

## Publikationen
- mit George Eccles: Companies Act, 1980 (1982)
- mit Geoffrey Newton Lane: Rotaprint PLC: Investigation under Section 432 (2) and Section 442 of the Companies Act 1985 (1991)
- The Common Law in the Age of Human Rights (2000)
- Human Rights and European Law: Building New Legal Order (2015)